# Colorama (Kodak)
Les Coloramas constituent une série de 565 photographies publicitaires exposées par Kodak sur le balcon intérieur de la gare de Grand Central à New York entre mai 1950 et février 1990. Renouvelées toutes les 3 semaines, les photographies couleurs mettaient en scène les produits Kodak dans des contextes et des décors symboliques de la culture et du mode de vie américain.

## Origine de la série
Pour Kodak en 1950, les Coloramas sont la suite logique d'une stratégie marketing lancée 60 ans auparavant. Tirant profit de ses avancées technologiques, Kodak souhaite démocratiser la photographie amateur et à l'installer dans le quotidien des Américains. Kodak se sert notamment de la vitrine mondiale proposée par l'exposition universelle de 1939 à New York. La marque y expose un diaporama constitué d'images géantes (des Kodachromes agrandis pour former une image de 5 mètres sur 6,7 mètres) présentant les thèmes repris plus tard par les Coloramas. En 1948, faute de trouver un écrin capable d'héberger l'écran de 60 mètres de ce carrousel, il est définitivement installé à la George Eastman House, le plus ancien musée de photographie du monde installé dans la demeure de George Eastman, le fondateur de Eastman Kodak.
Pour le terminal de Grand Central, l'installation des Coloramas s’inscrit dans un contexte de baisse du trafic ferroviaire au profit de la voiture et des bus longue-distance. A la recherche de revenus additionnels, la gare décide de louer à Kodak une grande partie du balcon situé à l'est. De 93 000 dollars par an en 1950, ces revenus tirés de la location de l'espace s'élèvent à 500 000 dollars en 1989. Kodak estime à 600 000 le nombre de personnes exposées chaque jour aux Coloramas, jusqu'à ce que la rénovation de la gare mette un terme à cette série.
Tous les clichés de la série sont depuis 2010, date des 60 ans des Coloramas, conservés dans les archives des collections de la George Eastman House.

## Sujets et symbolique

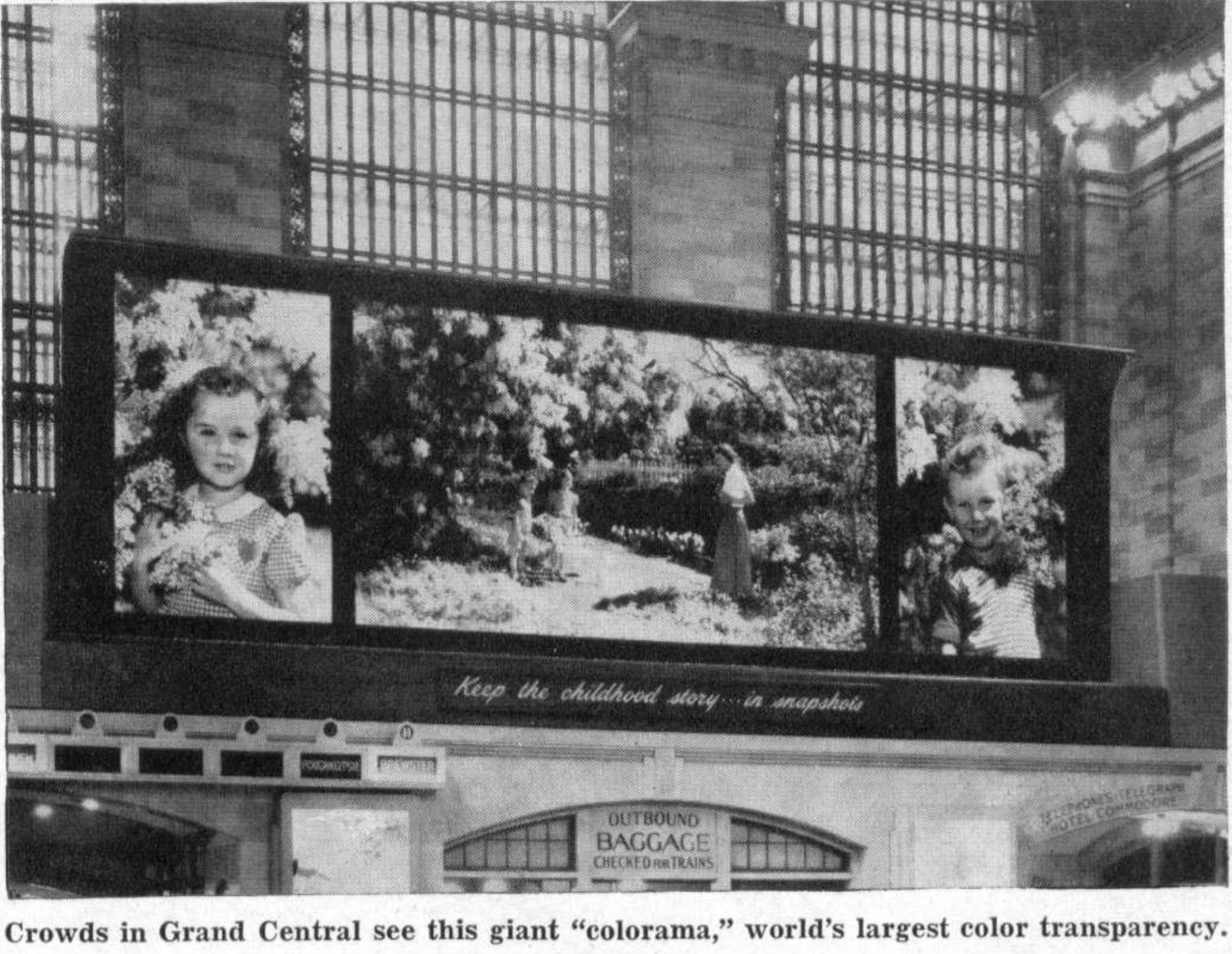
Représentation d'une scène de la vie familiale en 1950

Les Coloramas ont à leurs débuts décrit des scènes ou des paysages qu'un photographe amateur aurait pu lui-même capturer : paysages, scène de la vie familiale ou célébrations (Noël, Thanksgiving, vacances...). Au milieu de la scène, un appareil photo Kodak était souvent placé aux mains d'un ou d'une photographe. L'appareil avait pour fonction d'inspirer le spectateur du Colorama pour qu'il immortalise lui-même ses propres événements personnels.
Même si les Coloramas sont restées fidèles aux mêmes sujets et mises en scène au fil des décennies, les photographies ont été marquées par de subtiles ruptures. Ainsi le premier Colorama présentant des personnages principaux afro-américains date de 1969,, après la fin du mouvement afro-américain des droits civiques. Le programme Apollo, dont Kodak fut un partenaire technique ,, fournit aux Coloramas deux clichés : l'un en 1967 avec la Terre vue de la Lune,, puis en 1969 les New-Yorkais découvrirent en exclusivité une photo du premier premier alunissage. Enfin pour sa dernière apparition, le Colorama exposé entre novembre 1989 et février 1990 voit une pomme incrustée numériquement sur le panorama urbain de New York.

## Prise de vue, développement et affichage
A leurs débuts, les Coloramas étaient constituées d'une juxtaposition de trois photographies : une photographie centrale de 11 mètres présentant la scène principale, encadrée par deux autres de 3,5 mètres mettant souvent en avant un produit Kodak. Par la suite, les Coloramas ne furent plus constituées que d'un seul tirage, faisant d'elles les « plus grandes photographies du monde »[réf. nécessaire] avec 5,5 mètres de hauteur et 18 mètres de largeur .
Les clichés étaient des mises en scène qui, même en extérieur, nécessitaient parfois des lumières d'appoint afin de pouvoir exploiter les films Ektacolor (en) utilisés. Les appareils de prise de vue sont souvent des modèles destinés à utiliser des pellicules larges que Kodak a adaptés. Les tirages sont agrandis puis mis à sécher dans la piscine désaffectée du centre de loisir des employés de Kodak et enfin collés les uns avec les autres au moyen d'un film transparent.
Pour être visible de loin malgré la lumière qui régnait dans la gare, les Coloramas étaient éclairées par des lampes situées derrière le tirage, pour une puissance totale de 61 000 watts.

## Photographes et artistes ayant contribué à la réalisation de Coloramas
Pour réaliser les Coloramas, Kodak a convoqué à la fois des photographes employés directement par l'entreprise (Neil Montanus, Ralph Amdursky...) et des grands noms de la photographie américaine :
- Ansel Adams : photographe sur The Ranch (juillet 1951) — Colorama n° 21, Skiers, Yosemite National Park, California, (juillet 1951) — Colorama n° 215
- Norman Rockwell : directeur artistique sur Closing up a summer cottage, Quogue, Long Island, New York (septembre 1957) — Colorama n° 126
- Phoebe Dunn (en) : photographe avec Lee Howick sur Family trip, New Canaan, Connecticut (juillet 1962) — Colorama n° 207
- Ozzie Sweet (en) : photographe sur Ice Palace, Saranac Lake, New York (février 1966) — Colorama n° 528
- Bob et Ira Spring (en) : photographes sur Mountain bikers, Olympic National Park and Strait of San Juan de Fuca, Washington (1964), Ira Spring seule sur Skiers at Artist Point, Mt. Baker, Bellingham, Washington (1966)
- Ernst Haas
- Eliot Porter

## Expositions
- 2015 : La vie en Kodak - Colorama publicitaires de 1950 à 1970, Pavillon populaire, Montpellier, du 25 mars 2015 au 17 mai 2015